# OSMTHU
Suvereni vojnički opći red Hrama jeruzalemskog (latinski: Ordo Supremus Militaris Templi Hierosolymitani Universalis), skrećeno O.S.M.T.H.U., je samozvani red vitezova templara.

## Povijest

### Red u 18. i 19. stoljeću
Samozvani Templarski red (fran.: l'Ordre du Temple) je osnovan u Francuskoj 1705. godine i pozivao se na sljedništvo srednjovjekovnih vitezova templara, koristeći Larmenijovu povelju kao dokaz podrijetlu. Red je službeno rekonstituiran 1804. godine od strane Bernard-Raymonda Fabré-Palaprata, da bi ga njegov zaštitnik Napoleon Bonaparte 1805. godine priznao kao viteški red. Nakon smrti Napoleona III. 1873. godine, Red gubi svog najjačeg zaštitnika. Oslabljen mnogim sukobima koji su spriječili bilo kakav pokušaj kohezije u međunarodnom Templarskom redu, Red se rasipa. Čak i danas postoje deseci skupina koje u nekom obliku nose ime Templara.

### Obnavljanje rada i raskol
Izravni potomci Fabré-Palapratovih templara su 19. siječnja 1932. godine u Belgiji obnovili Veliki priorat Belgije dajući Redu naziv Ordo Supremus Militaris Templi Hierosolymitani (OSMTH). Nadajući se da će ponovno uspostaviti templarski red kao međunarodnu organizaciju, uspostavljeno je regentstvo s idejom da djeluju kao privremeno vodstvo Reda sve dok ne bude izabran novi Veliki majstor.
Emile Isaac-Vandenberg bio je ključna osoba Reda u to vrijeme. Kao regent ovog belgijskog priorata, Isaac je mnogo energije posvetio revitalizaciji templarskih redova diljem Europe, uključujući Francusku, Italiju, Portugal i Švicarsku. Obećavajući rast i razvoj Reda prekida se početkom Drugog svjetskog rata. Promatrajući njemačku okupaciju Belgije kao opasnost za preživljavanje templara, u veljači 1942. godine Isaac-Vandenberg je privremeno prenio vodstvo i arhive Reda na skrb Velikog priora Portugala, Antonia Campella de Sousa Fontesa. Godine 1943. Isaac-Vandenberg traži povratak arhiva. Međutim, Fontes koristi iznenadnu smrt Isaac-Vandenberga iste godine ta preuzima titulu regenta bez izbora. Priorati su imale su različite reakcije na ovakvo stanje. Ne priznajući samoproglašeno vodstvo, mnogi priorati su na inicijativu baruna Antona Leuprechta proglasili svoju punu autonomiju 1945. godine. Od tada i u narednih više desetljeća, Autonomna grana OSMTH-a priznavala je samo nacionalne templarske organizacije koje su valjano izabrane i čije se podrijetlo može provjeriti.

### Uspostavljanje Reda
U osamdesetim godinama autonomni priorati formirali su Međunarodni federativni savez (engleski: International Federative Alliance) s ciljem pripreme slobodnih i univerzalnih izbora međunarodnog velikog majstora. Ovaj cilj je postignut 1999. godine kada je za velikog majstora izabran Fernando Toro-Garland, bivši Veliki prior Španjolske. Tada su novi Veliki majstor i njegovo magistralno vijeće formirali red. Odlučeno je da se u naziv Red doda riječ "Universalis" kako bi se naglasio njegov otvoreni duh i kako bi ga se bolje razlikovalo od drugih Redova templara.
Za drugog velikog majstora, 2004. godine, izabran je Antonio Paris, bivši Veliki prior Italije. Međutim, zbog zdravstvenog stanja on se povlači poslije dvije godine. Te godine upravljanje Redom preuzima Luis de Matos, bivši Veliki prior Portugala, koji vodi Red do 2018. godine. Drugi veliki majstor Paris preuzima vođenje Reda u svibnju 2018. godine.
Red ne tvrdi da je direktni nasljednik sredjevekovnog Reda. Međutim, Red smatra da ima autentičan baštinu Duhovnog viteštva, skupa s uzdržanim izražajom apostolskog nasljedstva pod duhovnom vlašću patrijarha.

## Ustroj

### Priorati
U ožujku 2023. godine OSMTHU povezuje šest priorata i velikih priorata:
- Priorat Hrvatske
- Priorat Kolumbije
- Generalni priorat Italije
- Veliki priorat Španjolske
- Veliki priorat Portugala
- Priorat SAD

### Popis velikih majstora Reda
- Fernando Toro-Garland, I. veliki majstor (1999. – 2004.)
- Antonio Paris, II. veliki majstor (2004. – 2006.)
- Luis de Matos, privremeni veliki majstor (2006. – 2018.)
- Antonio Paris, II. veliki majstor (2018.– do danas)

## Vanjske poveznice
- Službena stranica
- The Templar Globe
- Stranica na Facebooku